# August Heinrich Rudolf Grisebach
Heinrich August Rudolf Grisebach (Hannover, 17. travnja 1814. – Göttingen, 9. svibnja 1879.), bio je njemački botaničar i predavač na visokim školama. Smatra ga se utemeljiteljem geobotanike kao samostalne znanstvene discipline. Njegova službena botaničarska. Kad se citira Grisebachov doprinos botaničkom imenu, rabi se oznaka Griseb.
Otac je arhitekta Hansa Grisebacha i pisca Eduarda Grisebacha i nećak povjesničara umjetnosti Augusta Grisebacha.
Po ovom botaničaru prozvana su dva roda, koji se danas vode kao sinonimi drugih rodova, to su Grisebachia Drude & H.Wendl., sinonim za Howea Becc. i Grisebachia Klotzsch, sinonim za  Erica Tourn. ex L.

## Djela
- Reise durch Rumelien und nach Brussa im Jahre 1839. Göttingen 1841. Prvi dio  Arhivirana inačica izvorne stranice od 18. veljače 2021. (Wayback Machine) (digitaliziran), drugi dio  Arhivirana inačica izvorne stranice od 18. veljače 2021. (Wayback Machine) (digitaliziran)
- Genera et Species Gentianearum observationibus quibusdam phytogeographicis. Stuttgart - Tübingen: J. G. Cotta, 1839. VIII, 364 s.
- Über den Einfluß des Klimas auf die Begrenzung der natürlichen Floren. Linnaea. Bd. 12, s. 159–200. 1838
- Reports on botanical geography. Royal Society Reports and Papers on Botany. Vol. 1. s 57-212. 1846.
- Reports on botanical geography. Royal Society Reports and Papers on Botany. Vol. 2, s. 317–493. 1849.
- Commentatio de distributione Hieracii Generis per Europam geographica. Sectio prior. Revisio specierum Hieracii in Europa sponte crecentium. Gottingae: Dieterich, 1852. 80 s.
- Spicilegium Florae rumelicae et bithynicae, exhibens synopsin plantarum quas aest. 1839 legit. Brunsvigae: F. Vieweg, 1843-1844. 2 svazky. Vol. I: 1843. xiii, 407 s. - Vol. II: 1844. 548 s.
- Grundriß der systematichen Botanik für akademische Vorlesungen entworfen. Göttingen: Dietrich, 1854.
- Systematische Untersuchungen über die Vegetation de Karabeien, insbesondere der Insel Guadeloupe. Gottingen, 1857. 138 s.
- Flora of the British West Indian Islands. London: Lovell Reeve, 1864. 789 s.
- Die Vegetation der Erde nach ihrer klimatischen Anordnung. Ein Abriß der Vergleichenden Geographie der Pflanzen. 1. vyd. Leipzig: W. Engelmann., 1872, 2 svazky. Band I: xii, 603 s. - Band II: x, 635 s. - 2. vyd. 1884
- Catalogus Plantarum Cubensium Exhibens Collectionem Wrightianam aliasque Minores ex Insula Cuba Misas. Leipzig. 1866. iv, 301 s.
- Gesammelte Abhandlungen und kleinere Schriften zur Pflanzengeographie. Leipzig: W. Engelmann, 1880. vi, 628 s.

## Vanjske poveznice
- Međunarodni indeks biljnih imena Popis opisanih biljnih imena koje je opisao Grisebach
- Malpighiaceae/Grisebach